# Велика народна скупштина у Београду (1830)
Велика народна скупштина у Београду је одржана је на Андријевдан 12. децембра (30. новембра по јулијанском) и 13. децембра (1. децембра по јулијанском) 1830.

## Одржавње велике народне скупштине на којој се читао хатишериф и берат
Други „допунителни" хатишериф и Милошев кнежевеки берат којим је султан признао право наслеђа у породици Обреновића стигао је у Србију пред крај 1830, па га је требало на свечан начин обнародовати. Преговори с Портом стварно су ушли у завршну фазу; питање исељења Турака било је у начелу решено како је народ желео; наследно кнежевско достојанство било је потврђено бератом; кнез Милош је имао све разлоге да са његовим објављивањем пожури, a да сам тај акт изведе на достојанствен начин како је одговарало тренутку.
Тога ради Милош је сазвао народну скупштину у Београд, на дан Андреје Првозваног, 30. новембра, кога су дана Срби под Карађорђем заузели Београд. Депутати, кнезови и старешине народне, још пре тога стигли су у Београд. У распису који је том приликом издан тачно се одређује ко се све позива на скупштину, али могао је доћи и сваки други, непозвани грађанин, само ако је бмо „отмен“. Окупштини је на тај начин присуствовало неколико хиљада људи који су се сами морали бринути за стан и за храну, за себе као и за своју пратњу, коње, итд. То је, у ствари, био скуп најзнаменитијих људи другог устанка, један скуп најугледнијих народних представника који су били сјајно обучени и одевени. Једно одељење униформисане народне војске која је мало пре тога времена образована, са музиком, дошло је у Београд ради народног „увеселенија" a Београђани Срби нису знали да нађу добољно начина да искажу своје одушевљење.
Кнез Милош пошао је из Крагујевца неколико дана раније. У његовој пратњи налази су се сем српских кнезова и представиици београдског везира који су се утркивали у љубазностима. На уласку пред Беопрадом, код Екмеклука, дочекали су Милоша кнезови, депутати, везиров представвик и мноштво света. Одред српске војске, предвођен „бандом", музиком какву тадашњи Београђани пре тога нису имали прилику да виде, ишао је напред. Са београдских капија били су смењени турски низами, војници који су чували стражу, a њих су заменили стражари у српским војничким униформама. На вратима двора Кнеза Милоша дочекала је Књегиња Љубица са кнежевоком породицом, a један везиров син придржао је узенгају приликом сјахивања Кнеза Милоша. Из двора је кнез Милош, праћен синовима Миланом, Михаилом и депутатима отишао у цркву, где га је дочекало свештенство у свечаним одеждама.
За одржавње скупштине на којој ће се читати хатмшериф и берат била је одређена пољана на Батал џамији, која се налазила на месту данашњег дома Народне скупштине. На тој пољани било је разапето више шатора, од којих је један био спремљен за везира, други до њега спремио је везир за Милоша, a трећи, највећи, био је подигнут на једној хумци од набијене земље, сличан правој трибини.
Дан Св. Андреје освануо је у Београду суморан и тужан. Киша је падала од ранога јутра и тек пред вече престала. Милош је, по обичају, отишао прво у цркву, праћен старешинама и депутатима, па се враио у двор да се припреми за свечаност. Мало иза тога, праћен синовима, главним кнезовим-а и чиновницима који су за ту прилику добили сјајне униформе, отишао је на збориште код Батал џамије, где је већ очекивала маса света заједно са народним представницима који су добили прва места око великог шатора, где је требало да се изврши читање хатишерифа.
Примивши поздрав од митрополита, свештенства и старешина Милош је ушао у свој шатор. Мало доцније дошао је и везир београдски, коме је Милош са свим старешинама изашао у сусрет и отпратио га до његова шатора. После тога је заједно с везиром прешао у велики шатор где је везиров диван-ефендија прочитао на турском језику редиговани хатишериф, a кнежевски берат прочитао је Кнезу Милошу у лице. За све време кнез Милош и везир стајали су. По томе је везир поздравио Кнеза Милоша кратком беседом, па га је огрнуо царском харванијом и оба акта задео му за појас један преко другог, у облику крста. Окренувши се народним депутатима везир је рекао да су то знаци царске милости.
Кнез Милош, пошто је целивао хатишериф, берат и харванију поклонио се везиру и праћен Димитријем Давидовићем изашао мало напред да га боље види народ који му је одушевљено клицао. Кнез је дао знак Давидовићу да прочита спремљену беседу. Беседа је била кратка: оно што је народу имао да каже и читање хатишерифа и берата на српском језику, кнез Милош је оставио за сутрадан. Уз звуке звона са београдске цркве и праћен хиљадама депутата и народа Милош се, огрнут царском харванијом и са хатишерифом и бератом задевеним за појас, упутио у цркву где га је дочекао митрополит Антим са многобројиим свештенством. Пошто је Милош пољубио крст и јеванђеље предата му је једна бела воштана свећа, искићена цвећем. Друга свећа дата је Наследнику Престола Милану, трећа Кнежевићу Михаилу, a затим су ушли у цркву и стали на амвон.
Кад је свршено са обичним обредом, кнез Милош је био доведен пред олтар, и ту је митрополит ставивши своју руку на Кнежеву главу очитао молитву која се чита при освећивању влашких кнезова. Затим је митрополит мироносао Кнеза Милоша, скинуо му царску харванију, унео је у олтар и мироносао на светој трпези, па га је опет њом огрнуо.
Цела та црквена свечаност, према описима који су сачувани, била је импозантна и дирљива. Свештеници су плакали од радости читајући молитве и одговарајући на јектенија. Церемонија је завршена певањем „Тебе Бога хвалим", па је свештенство у одеждама испратило Кнеза Милоша на пола пута до двора.
1. децембра на истом месту код Батал џамије извршено је читање хатишерифа и берата на српском језику. Димитрије Давидовић почео је читање кратким уводом, па је акта предао Лазару Зубану, „најгрлатијем" од свих писара кнежевих, који је наставио са читањем текстова. Кад је и то извршено Димитрије Давидовић, са кнезовима Милосавом Здравковићем и Јоксимом Милосављевићем, показивао је оба та историјска акта народу. Давидовић је затим прочитао Милошеву беседу којом је народу детаљно протумачен хатишериф и сва права која је Србија, на основу њега, добила.
Скупштина је, по томе, закључена, a депутати су се раздрагани разишли. „Мислим", каже кнез Милош у писму које је послао депутатима у Цариград, у коме је сам описао ове свечаности, „да ниси могао човека видети који није плакао од радости..."